# Olaf Hagerup
Olaf Asmussen Hagerup (født 29. september 1889 i Balling, død 22. marts 1961 i Gentofte) var en dansk botaniker. Han var søn af sognepræst Eiler Hagerup og hustru Kirstine (født Rasmussen). Han begyndte at studere botanik ved Københavns Universitet i 1911 under professorerne Eugen Warming, Christen C. Raunkiær, L. Kolderup Rosenvinge og W. Johannsen. Han blev Dr.phil. 1930 og ansat 1934 som inspektør ved Københavns Universitets Botaniske Museum. Han pensioneredes 1960.
Hagerup arbejdede især med bestøvning, evolution og polyploidi. Han var den første til at vise at den tetraploide Fjeld-Revling er en art adskilt fra den diploide Almindelig Revling. Derved startede har brugen af kromosomtal i den systematiske botanik, et felt siden kendt som cytotaxonomi. Han fremsatte den hypotese at ploidi-niveauet er medbestemmende for plantearters udbredelse og økologi, hvilket siden er blevet påvist. Til gengæld har moderne forskning endegyldigt aflivet Hagerups hypotese om en direkte afstamning af centrospermerne (omtrent lig med Nellike-ordenen) fra de nøgenfrøede Gnetophyta og altså to separate udviklingslinjer bag ved de dækfrøede planter.
Standard auktorbetegnelse for arter beskrevet af Olaf Hagerup: Hagerup
Han er begravet på Sorgenfri Kirkegård.

## Udvalgte videnskabelige arbejder
- Hagerup, O. (1915) The structure and biology of arctic flowering plants. 10. Caprifoliaceae. Linnaea borealis L. Meddelelser om Grønland bd. 37: 151-164.

- Hagerup, O. (1927) Empetrum hermaphroditum (Lge.) Hagerup – a new tetraploid, bisexual species. Dansk Botanisk Arkiv bd. 5 (2): 1–17.

- Hagerup, O. (1930) Étude des types biologiques de Raunkiær dans la flore autour de Tombouctou. Biologiske Meddelelser, Det kgl. Danske Videnskabernes Selskab rk. 9, bd. 4.

- Hagerup, O. (1932) Über Polyploidie in Beziehung zu klima, Ökologie und Phylogenie. Hereditas bd. 16: 19-40.

- Hagerup, O. (1933) Studies on polyploid ecotypes in Vaccinium uliginosum L. Hereditas bd.18: 122-128.

- Hagerup O. (1946) Studies on the Empetraceae. Biologiske Meddelelser, Det kgl. Danske Videnskabernes Selskab bd. 10 (5): 1-49.

- Hagerup, O. (1950) Thrips pollination in Calluna. Biologiske Meddelelser, Det kgl. Danske Videnskabernes Selskab bd. 18 (4).

- Hagerup, O. (1950) Rain-pollination. Biologiske Meddelelser, Det kgl. Danske Videnskabernes Selskab bd. 18 (5).

- Hagerup, Olaf & Petersson, Vagn (1956-1960) Botanisk Atlas. København: Munksgaard.
  - Bd. I: Danmarks dækfrøede planter, 550 s.
  - Bd. II: Mosser, Bregner, Padderokker, Ulvefødder, Naaletræer, Nedstamning. 299 s.

## Om Hagerup
- Löve, Áskell (1962) Dr. Olaf Hagerup. Nature 193 (4813) 322.
- Skovsted, A. (1961) Olaf Hagerup (1889 – 1961). Taxon bd. 10 (7): 201-205.